# Universidad Miguel Hernández

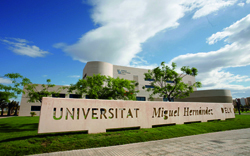
Edificio de Rectorado, Campus de Elche, UMH.

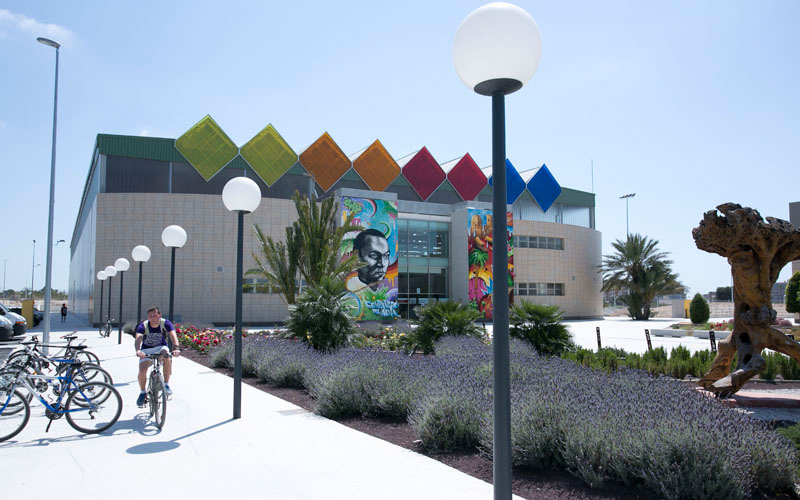
Campus de Elche, UMH.

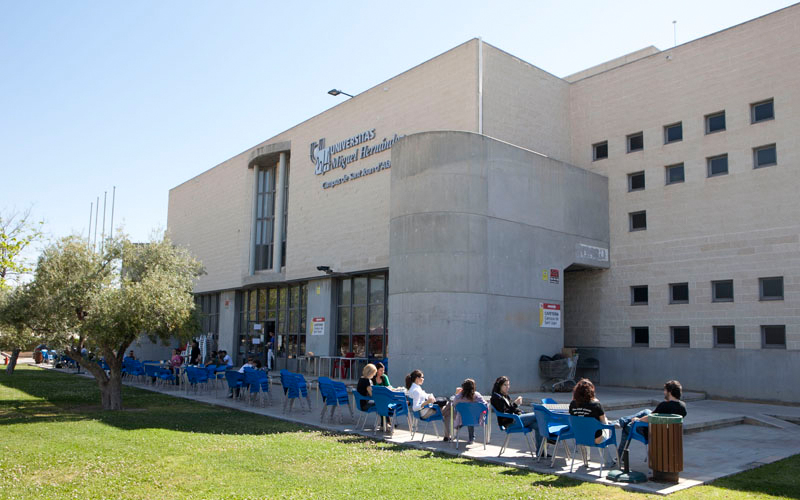
Campus de San Juan, UMH.

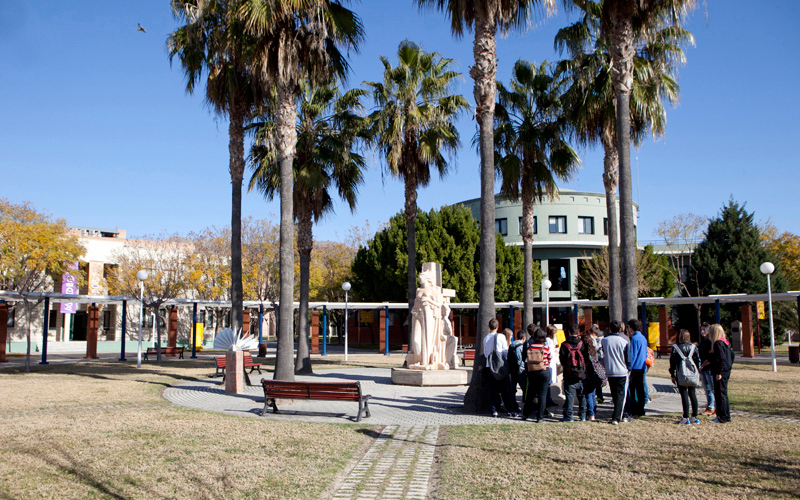
Campus de Orihuela, UMH.

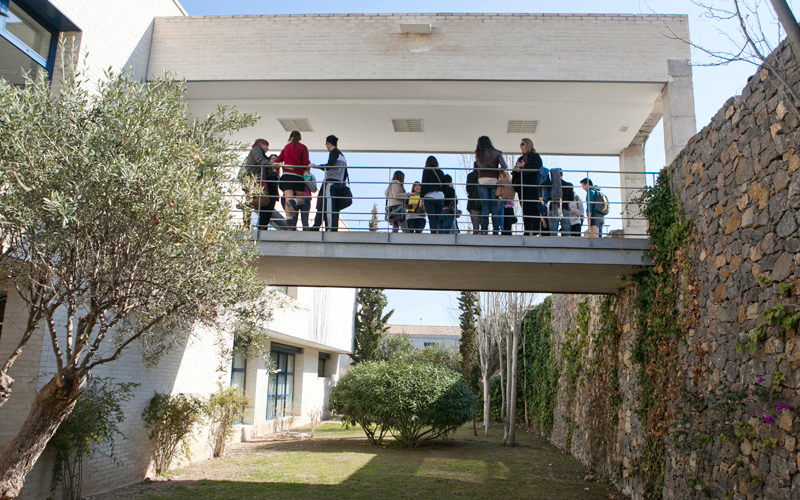
Campus de Altea, UMH.

La Universidad Miguel Hernández (UMH), oficialmente Universidad Miguel Hernández de Elche, es una universidad pública española multicampus de la provincia de Alicante cuya sede principal está en Elche.

## Historia

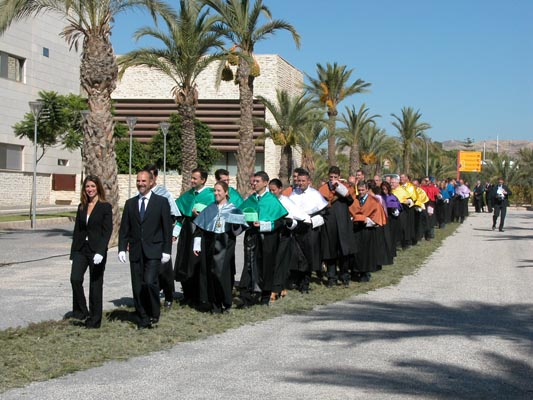
Procesión Académica en la Apertura del Año Académico Universitario 2005/2006.

La Generalidad Valenciana creó esta Universidad mediante una ley aprobada el 27 de diciembre de 1996 (Ley de Creación de la Universidad Miguel Hernández), la cual preveía la segregación de varios centros y enseñanzas tanto de la Universidad de Alicante (su Facultad de Medicina, Departamento de Estadística e Instituto de Neurociencias) como de la Universidad Politécnica de Valencia (Ingeniería Agrónoma y tres especialidades de Ingeniería Técnica Agrícola), para su readscripción en la recién fundada Universidad.
Recibe el nombre del poeta y dramaturgo oriolano Miguel Hernández.
| Rectores                                                                         | Años              |
| -------------------------------------------------------------------------------- | ----------------- |
| Jesús Rodríguez Marín, catedrático de Psicología Social                          | 1997-2011         |
| Jesús Tadeo Pastor Ciurana, catedrático de Estadística e Investigación Operativa | 2011-2019         |
| Juan José Ruiz Martínez, catedrático de Genética                                 | 2019-"actualidad" |

## Campus universitarios

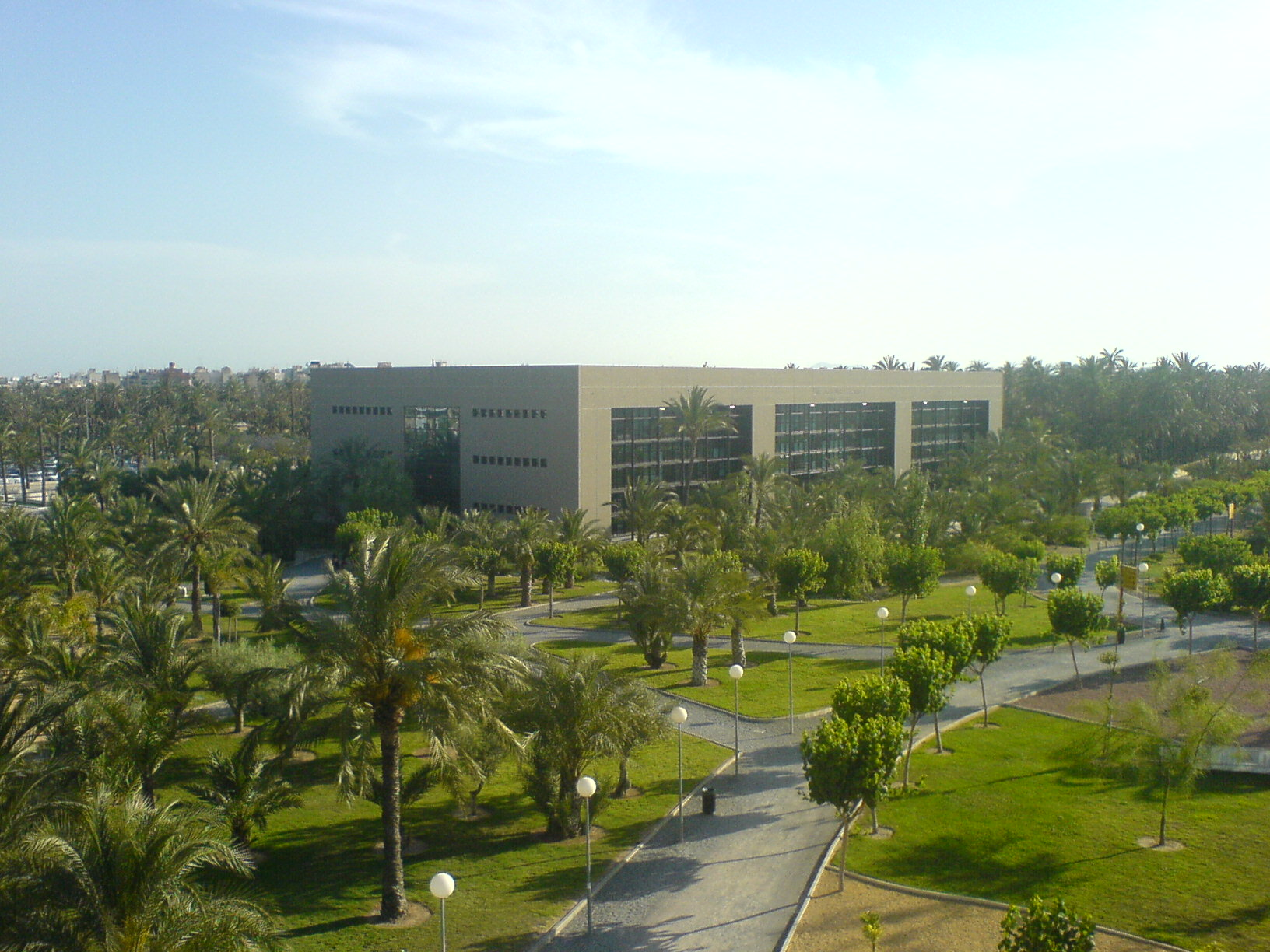
Edificio La Galia, Campus de Elche.

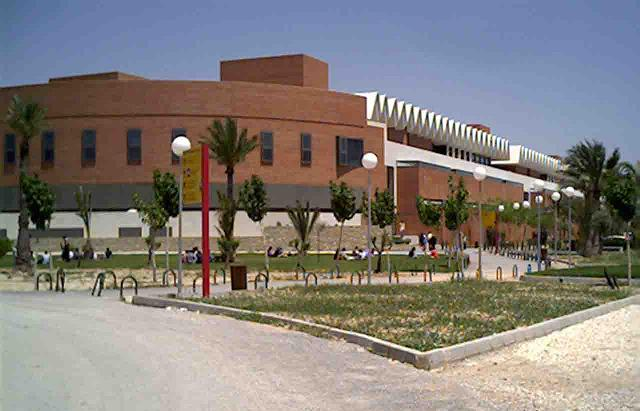
Edificio Altabix, alberga el Aula Magna y la Biblioteca General, Campus de Elche.

- Elche: en la comarca del Bajo Vinalopó se encuentra el campus central, donde está el edificio del Rectorado y los servicios centrales de la universidad. Alberga las Facultades de CC. Sociosanitarias, CC. Experimentales, CC. Sociales y Jurídicas, así como la Escuela Politécnica Superior. Está estructurado en diferentes edificios, cuyos nombres se inspiran en la historia y geografía ilicitanas: Altabix, Galia, Alcudia, Vinalopó, Altamira, El Altet... cuenta asimismo con amplias zonas verdes, instalaciones deportivas y piscina olímpica. Su emplazamiento al norte de la ciudad, en el paraje de Candalix, hace que esté rodeado por huertos del Palmeral de Elche.
- Altea: al oeste de esta población de la Marina Baja, la UMH cuenta con un campus dedicado enteramente a las disciplinas artísticas.
- San Juan de Alicante: a las afueras de esta localidad del área metropolitana de Alicante, en las inmediaciones del Hospital Universitario de San Juan de Alicante, se encuentra el campus de la UMH dedicado a las ciencias de la salud, donde se localizan la Facultad de Medicina y la Facultad de Farmacia, 6 departamentos y 2 institutos de investigación: el Instituto de Investigación de Drogodependencias y el Instituto de Neurociencias, de titularidad compartida con el Consejo Superior de Investigaciones Científicas (CSIC).

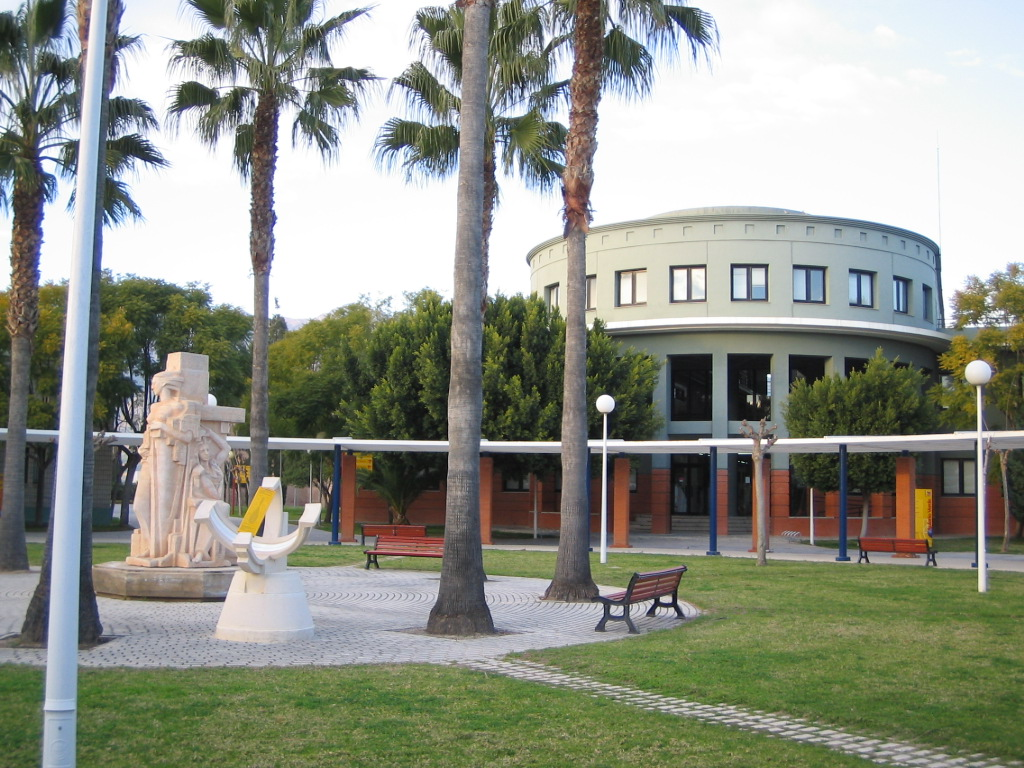
Sede de Desamparados, Campus de Orihuela.

- Orihuela: en esta ciudad de la comarca de la Vega Baja del Segura se imparten varias titulaciones dependientes de las Facultades de CC. Sociales y Jurídicas y la Escuela Politécnica Superior de Orihuela, en las sedes de Salesas y Desamparados, que albergan un total de 5 departamentos universitarios.

Cada uno de los campus dispone de su propia biblioteca, aulas de estudio 24 horas durante los 365 días del año y una secretaría propia (llamada Centro de Gestión o CEGECA), lo cual les confiere la autonomía necesaria para que los estudiantes no tengan la obligación de desplazarse al campus central.

## Facultades y escuelas
- Escuela Politécnica Superior de Elche
- Escuela Politécnica Superior de Orihuela
- Facultad de Bellas Artes de Altea
- Facultad de Ciencias Experimentales
- Facultad de Ciencias Sociales y Jurídicas de Elche
- Facultad de Ciencias Sociales y Jurídicas de Orihuela
- Facultad de Ciencias Sociosanitarias
- Facultad de Farmacia
- Facultad de Medicina

## Titulaciones
La Universidad Miguel Hernández cuenta con 31 grados, 5 dobles grado, 51 másteres universitarios y 15 programas de doctorado.

## Centro de Idiomas
El Centro de Idiomas es el lugar de aprendizaje de idiomas de la UMH, su fin es dotar al alumnado de recursos para el aprendizaje de idiomas y la obtención de certificados oficiales (Cambridge English, Goethe Institut y ACLES, entre otros). 
El centro ofrece clases de inglés, valenciano, español para extranjeros e italiano. Además, cuenta con una prueba de nivel para todos aquellos que necesiten acreditar su nivel de idiomas (inglés, francés, italiano o alemán) para solicitar una estancia ERASMUS o para el acceso a un máster.
Además, para impulsar la formación en idiomas entre la sociedad, el Centro de Idiomas UMH ha desarrollado unas innovadoras plataformas para el aprendizaje de las lenguas valenciana e inglesa, Llengua Lab y BeEnglish Lab respectivamente. Estas plataformas, dirigidas a complementar la oferta formativa de academias y universidades, incluyen ejercicios autocorregibles y contenidos adaptados a los diferentes niveles, entre otras características.

## IRIS UMH y LLUMH
Asimismo, la UMH ofrece para toda su comunidad universitaria formación gratuita en valenciano e inglés, a través de los programas LLUMH e IRIS UMH. El proceso de aprendizaje y enseñanza de ambos, gestionados por el Centro de Idiomas de la Universidad, consiste en un método semipresencial que combina formación en línea, a través de las plataformas interactivas Llengua Lab y BeEnglish Lab, y clases presenciales, adaptables también al formato en línea. El objetivo final de estos programas es que todos los miembros de la UMH puedan adquirir los conocimientos necesarios y certifiquen su nivel en estas lenguas.

## Parque Científico UMH
La UMH también cuenta con un Parque Científico (PCUMH) desde el que se busca fomentar la transferencia de conocimiento entre la Universidad y el mundo empresarial, y estimular la creación de spin-offs, start-ups y empresas innovadoras y de base tecnológica. Entre los objetivos del PCUMH también se encuentra el de atraer y retener talento profesional, y generar en el entorno riqueza y puestos de trabajo cualificados.
El ecosistema del Parque Científico de la UMH está formado por empresas con un alto componente tecnológico y científico, que innovan en hubs punteros como el de la ingeniería, la salud, el agroambiental, el biotecnológico o el cultural.

## Investigación
En la UMH destaca la actividad investigadora. De hecho un estudio elaborado por el Observatorio IUNE sobre la productividad investigadora de las universidades españolas confirma este dato, situando a la UMH en el tercer puesto en cuanto a producción científica por profesor y número de sexenios de investigación acreditados durante el periodo 2002-2010. 
Las investigaciones de la UMH destacan, entre otras, en la neurociencia, biotecnología, ciencias de la salud, estadística e investigación operativa, ingeniería, tecnologías de la información y las comunicaciones, tecnologías industriales y materiales, y tecnologías de alimentos.

### Institutos de investigación
- INSTITUTO DE NEUROCIENCIAS (IN): Es un centro mixto de investigación de la UMH y del CSIC dedicado al estudio de la estructura, la función y el desarrollo del sistema nervioso en condiciones normales y patológicas.
- INSTITUTO DE BIOINGENIERÍA (IB): Tiene como objetivo la investigación de terapia celular regenerativa, genética del desarrollo vegetal, ingeniería y fisiología celular, biomateriales, instrumentación biomédica, telemedicina, genómica estructural y funcional, toxicología y seguridad química, neurotoxicidad y embriotoxicidad, síntesis y diseño de moléculas orgánicas y polímeros de aplicación biológica y optoelectrónica, bancos de células, ensayos clínicos y monitorización de fármacos.
- INSTITUTO DE BIOLOGÍA MOLECULAR Y CELULAR (IBMC): Aborda el estudio a nivel molecular y celular en torno a los campos de la biotecnología y la salud.
- INSTITUTO “CENTRO DE INVESTIGACIÓN OPERATIVA” (CIO): Tiene como objetivos prioritarios.-  primero, la Investigación tanto básica como aplicada que realizan sus investigadores en materias de Estadística, Matemática Aplicada, Optimización y Tecnologías de la Información; segundo, la Transferencia de Conocimiento y de Tecnología a la sociedad, buscando siempre la mejora de la calidad, la eficiencia y la productividad tanto en instituciones públicas como en empresas privadas y, en tercer lugar, impulsar la Formación de Postgrado (másteres y programas de doctorado).
- INSTITUTO INTERUNIVERSITARIO LÓPEZ PIÑERO DE ESTUDIOS HISTÓRICOS Y SOCIALES: Centro dedicado a la investigación y la divulgación en torno a los estudios históricos y sociales sobre la medicina, la tecnología, la ciencia y el medio ambiente.